# Xeromyces bisporus
Xeromyces bisporus är en svampart som beskrevs av L.R. Fraser 1954. Xeromyces bisporus ingår i släktet Xeromyces och familjen Monascaceae.   Inga underarter finns listade i Catalogue of Life.